# Dziesiąty Kneset
Dziesiąty Kneset – dziesiąta kadencja parlamentu Izraela odbywająca się w latach 1981–1984.
Wybory odbyły się 30 czerwca 1981, a pierwsze posiedzenie parlamentu miało miejsce 20 lipca 1981.

## Oficjalne wyniki wyborów
|  | Partia                                                                                   | Głosy     | Procent | Mandaty |
|  | ---------------------------------------------------------------------------------------- | --------- | ------- | ------- |
|  | Likud (ליכוד)                                                                            | 718.941   | 37,1%   | 48      |
|  | Blok Pracy (Ma’arach, המערך)                                                             | 708.536   | 36,6%   | 47      |
|  | Narodowa Partia Religijna (Mafdal) (מפלגה דתית לאומית-מפד"ל)                             | 95.232    | 4,9%    | 6       |
|  | Agudat Israel (אגודת ישראל)                                                              | 72.312    | 3,7%    | 4       |
|  | Hadasz (Demokratyczny Front na Rzecz Pokoju i Równości) (החזית הדמוקרטית לשלום ולשוויון) | 64.918    | 3,4%    | 4       |
|  | Tami                                                                                     | 44.103    | 2,3%    | 3       |
|  | Techijja (תחיה)                                                                          | 40.700    | 2,3%    | 3       |
|  | Telem                                                                                    | 30.600    | 1,6%    | 2       |
|  | Szinui (שינוי)                                                                           | 29.837    | 1,5%    | 2       |
|  | Ratz (רצ)                                                                                | 27.921    | 1,4%    | 1       |
|  | Razem                                                                                    | 1.937.366 | 100,0%  | 120     |

## Posłowie
Posłowie wybrani w wyborach:
| Partia                    | Posłowie |
| ------------------------- | --- |
| Likud                     | Mosze Arens, Joram Aridor, Menachem Begin, Elijjahu Ben Elisar, Jicchak Berman, Me’ir Kohen-Awidow, Jigal Kohen-Orgad, Jigal Kohen, Chajjim Korfu, Micha’el Dekel, Sara Doron, Simcha Erlich, Mirjam Glazer-Ta’asa, Pinchas Goldstein, Pesach Grupper, Mosze Kacaw, Chajjim Kaufman, Eli’ezer Kulas, Dawid Lewi, Amnon Lin, Etan Liwni, Dawid Magen, Ja’akow Meridor, Roni Milo, Jicchak Moda’i, Amal Nasser el-Din, Mosze Nissim, Akiwa Nof, Ehud Olmert, Gidon Patt, Jehuda Perach, Jicchak Perec, Micha’el Reisser, Cewi Rener, Josef Rom, Menachem Sawidor, Jicchak Sejger, Beni Szalita, Icchak Szamir, Awraham Szarir, Ariel Szaron, Me’ir Szitrit, Dawid Sziffman, Dow Szilanski, Eli’ezer Szostak, Dan Tichon, Dror Zeigerman, Mordechaj Cippori |
| Koalicja Pracy            | Jacques Amir, Adi’el Amora’i, Nawa Arad, Szoszanna Arbeli-Almozlino, Chajjim Bar-Lew, Micha’el Bar-Zohar, Uzzi Baram, Dow Ben-Me’ir, Naftali Blumenthal, Abba Eban, Refa’el Ederi, Tamar Eszel, Naftali Feder, Ja’akow Gil, Elazar Granot, Mordechaj Gur, Menachem Hakohen, Aharon Harel, Mosze Charif, Micha’el Charisz, Jehuda Chaszaj, Chaim Herzog, Szelomo Hillel, Awraham Kac-Oz, Hamad Chalajla, Jerucham Meszel, Aharon Nahmias, Ra’anan Na’im, Ora Namir, Arje Nehemkin, Szimon Peres, Icchak Rabin, Emri Ron, Danijjel Rosolio, Josi Sarid, Uri Sebag, Mosze Szachal, Wiktor Szem-Tow, Elijjahu Speiser, Refa’el Suwisa, Ja’ir Caban, Ja’akow Cur, Muhammad Watad, Szewach Weiss, Gad Ja’akowi, Jechezkel Zakaj, Dow Zakin                     |
| Narodowa Partia Religijna | Eli’ezer Awtabi, Jehuda Ben-Me’ir, Josef Burg, Chajjim Drukman, Zewulun Hammer, Awraham Melammed |
| Agudat Israel'            | Szemu’el Halpert, Szelomo Lorincz, Menachem Porusz, Awraham Josef Szapira |
| Hadasz                    | Charlie Biton, Taufik Tubi, Me’ir Wilner, Taufik Zi’ad |
| Techijja                  | Ge’ula Kohen, Juwal Ne’eman, Chanan Porat |
| Tami                      | Aharon Abuchacira, Ben-Cijjon Rubin, Aharon Uzan |
| Telem                     | Mosze Dajan, Mordechaj Ben-Porat |
| Szinui                    | Amnon Rubinstein, Mordechaj Wirszubski |
| Ratz                      | Szulammit Alloni |

### Zmiany
Zmiany w trakcie kadencji:
| Następca         | Poprzednik       | Data           | Partia               |
| ---------------- | ---------------- | -------------- | -------------------- |
| Jigga’el Hurwic  | Mosze Dajan      | Telem          | 16 października 1981 |
| Edna Solodar     | Mosze Charif     | Koalicja Pracy | 16 stycznia 1982     |
| Micha’el Kleiner | Mosze Arens      | Likud          | 19 stycznia 1982     |
| Ari’el Weinstein | Dawid Sziffman   | Likud          | 18 października 1982 |
| Nachman Raz      | Chaim Herzog     | Koalicja Pracy | 22 marca 1983        |
| Chajjim Ramon    | Danijjel Rosolio | Koalicja Pracy | 16 marca 1983        |
| Awraham Hirszson | Simcha Erlich    | Likud          | 19 czerwca 1983      |
| Cewi Sziloach    | Chanan Porat     | Techijja       | 7 marca 1984         |

## Historia
Najważniejszym wydarzeniem była „operacja Pokój dla Galilei”, która rozpoczęła się w czerwcu 1982. Deklarowanym celem operacji była likwidacja baz palestyńskich terrorystów w południowym Libanie, jednak stopniowo rozszerzyła się w wielką operację zmierzającą do nowych wyborów w Libanie i stworzenia rządu, który byłby skłonny do zawarcia traktatu pokojowego z Izraelem oraz likwidacji Organizacji Wyzwolenia Palestyny.
operacja początkowo cieszyła się szerokim poparciem w Izraelu, jednak z upływem czasu wzrastał w siłę obóz opozycji, który głośno krytykował działania wojskowe w Libanie.
Kontrowersje nasiliły się po masakrze palestyńskich uchodźców w obozach Sabra i Szatilla, w pobliżu Bejrutu. Zostały one zaplanowane i zrealizowane przez chrześcijańskie milicje libańskie. W listopadzie 1982 parlament powołał komisję dochodzeniową Cohena, która miała zbadać polityczne i wojskowe czynniki, które doprowadziły do tych masakr. Ogłoszone wyniki dochodzenia doprowadziły do dymisji Ariela Szarona ze stanowiska ministra obrony.
W tym okresie Kneset podjął decyzję o objęciu Wzgórz Golan izraelskim prawem. Operacja wycofania izraelskich wojsk z Synaju została zakończona dramatyczną ewakuacją osiedla Jamit.
W gospodarce Izrael przeżywał poważny kryzys finansowy, podczas którego upadło kilkanaście banków. Kryzys finansowy władz samorządowych trafił na forum obrad Knesetu. Pod koniec kadencji parlamentu inflacja wzrosła do trzycyfrowego poziomu. Minister finansów przedstawił plan dewaluacji szekla. Podczas kryzysu partie religijne podjęły wysiłek zmienienia religijnego status guo w Izraelu. W wyniku podjętych działań wstrzymano loty samolotów El Al w szabat.
W tym okresie nasiliła swoją działalność ekstremistyczna grupa religijna „Atra Kadisha”. Kneset zajmował się również problemem odkrytych starożytnych grobów na terenie placu budowy hotelu „Hamat Gader” w Tyberiadzie.
Innymi sprawami były: morderstwo pokojowego działacza Emila Grunsweiga, obawy przed działalnością prawicowych organizacji żydowskich, malwersacje finansowe w spółkach autobusowych, morderstwo młodocianego Danny Katza w Hajfie (zamordowany przez Arabów). Kneset zajmował się również sprawami związanymi ze wzrostem imigracji. 5 maja 1982 odbyła się debata nad fundamentami izraelskiego systemu parlamentarnego.

### Dziewiętnasty rząd(1981–1983)
Dziewiętnasty rząd został sformowany przez Menachema Begina w dniu 5 sierpnia 1981.
Premier ustąpił z przyczyn zdrowotnych.

### Dwudziesty rząd(1983–1984)
Dwudziesty rząd został sformowany przez Icchaka Szamira w dniu 10 października 1983.
Rząd sprawował swoje obowiązki do czasu przeprowadzenia wyborów i sformowania nowego rządu.